# Korova (hudební skupina)
Korova byla rakouská avantgarde/black metalová kapela z města Innsbruck v Tyrolsku založená v roce 1990 zpěvákem, kytaristou a klávesistou Christofem Niederweiserem. Název Korova vychází z ruského slova Корова znamenajícího kráva. To byl zároveň název mléčného baru v románu britského spisovatele Anthonyho Burgesse Mechanický pomeranč.
Debutové studiové album s názvem A Kiss in the Charnel Fields vyšlo v roce 1995 u rakouské firmy Napalm Records. O tři roky později vyšla druhá řadová deska Dead like an Angel. V roce 2000 se kapela přejmenovala na Korovakill – pod tímto názvem vyšla jediná řadová deska Waterhells. V roce 2011 přišla další změna názvu na Chryst. Od roku 2013 není evidována žádná aktivita kapely.

## Diskografie

### Korova
Studiová alba
- A Kiss in the Charnel Fields (1995)
- Dead like an Angel (1998)[3]

EP
- Echowelt (1997) – promo-minialbum nabízené kapelou hudebním vydavatelstvím

### Korovakill
Studiová alba
- Waterhells (2001)

### Chryst
Studiová alba
- PhantasmaChronica (2011)